# El Jadida
El Jadida (in arabo الجديدة‎?, al-Jadīda; berbero: ⴰⵍ-ⵊⴰⴷⵉⴷⴰ, al-Jadida) con nomi precedenti Mazighen (in arabo مازيغن‎?, Māzīghan; berbero: ⵎⴰⵣⵉⵖⵏ, Mazighen), al-Breyja (in arabo البريجة‎?, al-Brayja), Mazagan (in arabo مازاگان‎?, Māzāgān; berbero: ⵎⴰⵣⴰⴳⴰⵏ; in francese Mazagan; in portoghese Mazagão) e al-Mahdouma (in arabo المهدومة‎?, al-Mahdūma) è una città del Marocco, nella provincia omonima, nella regione di Casablanca-Settat. La città si sta fortemente espandendo, per via di una maggiore attività presso il vicino porto Jorf Lasfar e la zona industriale.

## Storia
Il sito di Mazagan a El Jadida è designato in scrittura araba con il toponimo "Mazighen" da al-Idrīsī (X secolo) e quello di Mesegan o Mazagem su alcuni portolani europei del Medioevo.
Secondo alcuni autori, l'ancoraggio era noto agli europei fin dall'inizio dell'era cristiana: sarebbe da confondere con il porto di Rutubis menzionato da Plinio il Vecchio (I secolo d.C.) e con quello di Rousibis menzionato da Tolomeo (V secolo d.C.). Alcuni storici sostengono che corrisponda al sito di Akra menzionato nel Periplo di Annone (V secolo a.C.) 4). Si tratta solo di ipotesi. 3
Nel 1514 i portoghesi costruirono a Mazagan una fortezza, un castello fiancheggiato da quattro torri, e nel 1542 una città fortificata da spesse mura, che poteva ospitare diverse migliaia di abitanti, tutti portoghesi.
La presenza portoghese terminò nel 1769, quando la città fu presa da Sidi Mohamed ben Abdellah. Alla vigilia dell'assalto, il comandante del luogo ricevette l'ordine da Lisbona di evacuare la città. Fu stipulato un accordo con Mohamed ben Abdellah affinché i portoghesi lasciassero la città senza timore di attacchi. Prima della partenza, decisero di minare tutti i bastioni. Quando i marocchini entrarono in città, una serie di esplosioni distrusse le mura e causò numerose vittime. Tra la riconquista della città e l'inizio del XIX secolo, la città fu chiamata El-Mehdoûma, "la Rovinata" in arabo, a causa dei danni causati da questo evento.
Mulay 'Abd al-Rahman, proclamato sultano nel 1822, decise di restaurare la città fortificata e di chiamarla El Jadida, "la Nuova" in arabo. Commercianti europei, soprattutto inglesi di Gibilterra, vi si stabilirono. La città accolse molti abitanti provenienti dall'entroterra del paese. Ben presto superò i confini della città portoghese, ora spesso chiamata Mellah perché gli ebrei erano i più numerosi. All'inizio del XX secolo, El Jadida, che gli europei continuarono a chiamare Mazagan, divenne uno dei porti più importanti del Marocco.
Dal 1912, sotto il protettorato francese, venne creata una nuova città che comprendeva un centro commerciale (amministrazioni, banche, ecc.) e quartieri residenziali per gli emigranti francesi.

## Monumenti e luoghi d'interesse
La città fortificata portoghese di Mazagan è stata dichiarata dall'UNESCO nel 2004 patrimonio dell'umanità, come eccezionale esempio di interscambio culturale tra la cultura europea e quella marocchina.
- Cisterna portoghese
- Chiesa dell'Assunzione in stile manuelino;
- Sinagoga Bensimon
- Moschea grande

## Società

### Comunità ebraica
La città è stata storicamente sede di una cospicua comunità ebraica, che contava 3.800 unità nel 1951. La comunità, incoraggiata da agenti sionisti legati all'Agenzia ebraica e poi dal Mossad, è emigrata in massa verso Israele e Francia tra gli anni 1950 e 1960.

## Cultura

### Istruzione

#### Musei
- Museo della Resistenza e dell'Indipendenza

#### Università
La città è sede dell'Università Chouaib Doukkali, fondata nel 1985.

## Infrastrutture e trasporti

### Strade
La principale via d'accesso alla città è l'autostrada A1 che unisce la capitale Rabat a Safi.
El Jadida è attraversata dalla strada nazionale 1, la più lunga strada statale marocchina.

### Ferrovie
La città è servita da una propria stazione ferroviaria posta lungo la linea per Casablanca.
Cinema
vi è stata girata parte del film: Malèna, film del 2000 di Giuseppe Tornatore

## Sport

### Calcio
La principale squadra di calcio cittadina è il Difaâ Hassani.

## Galleria d'immagini

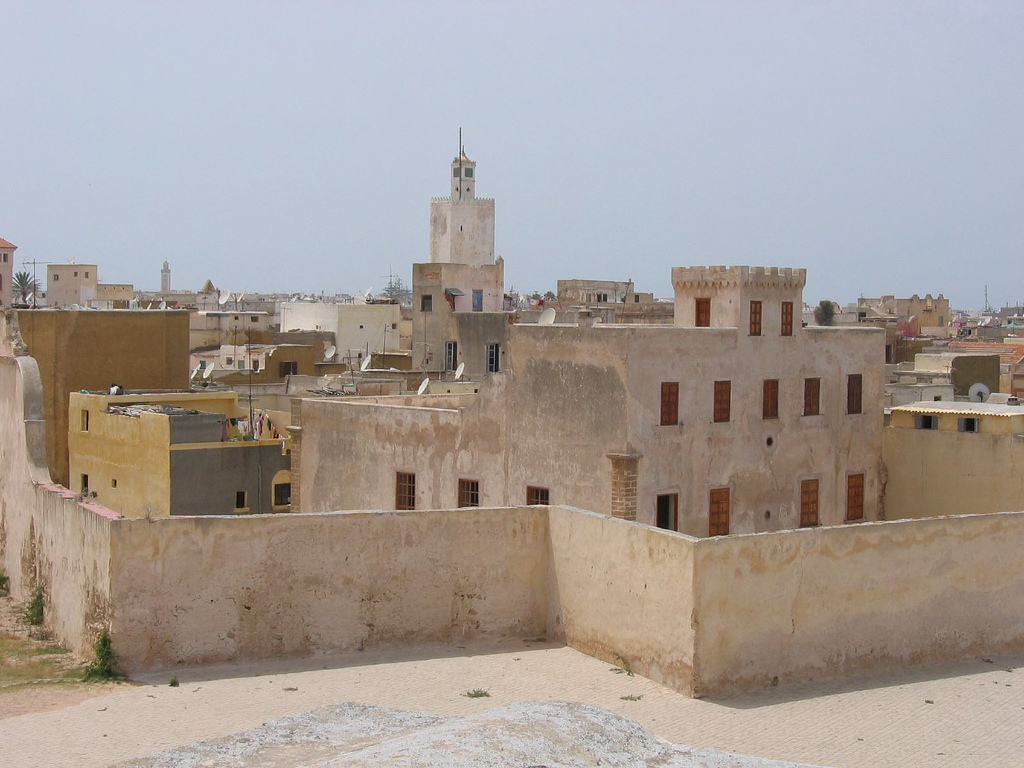
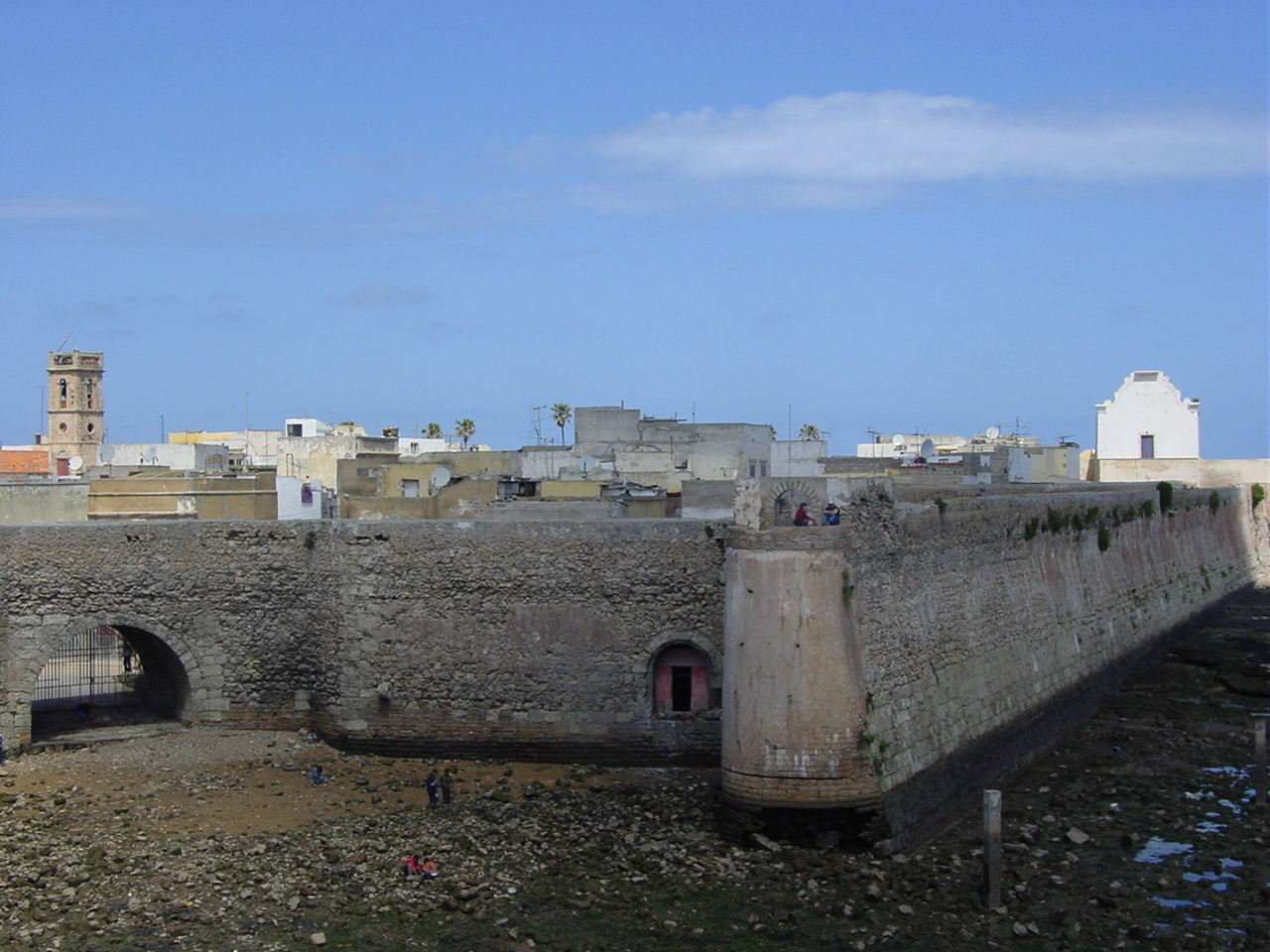
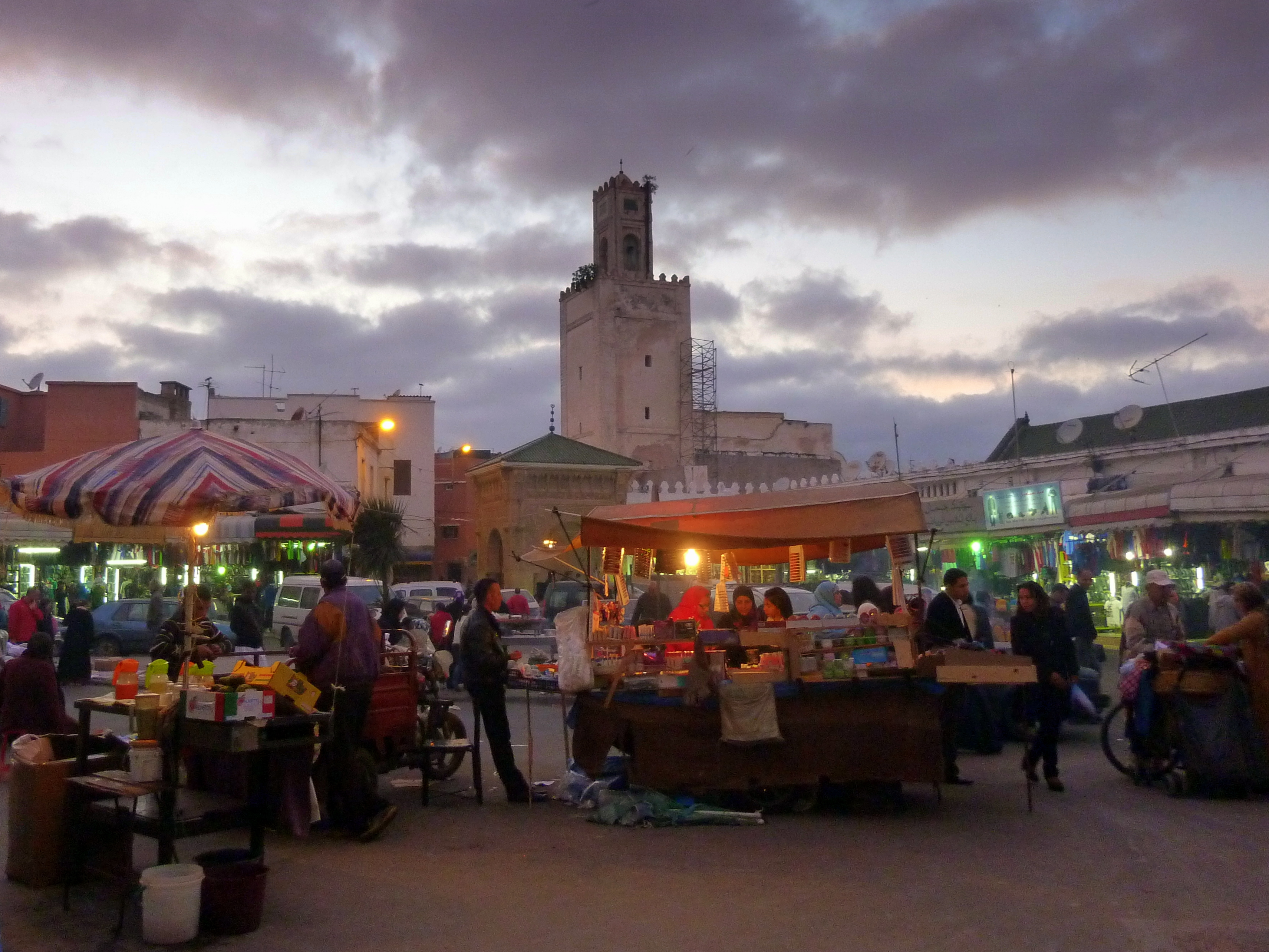
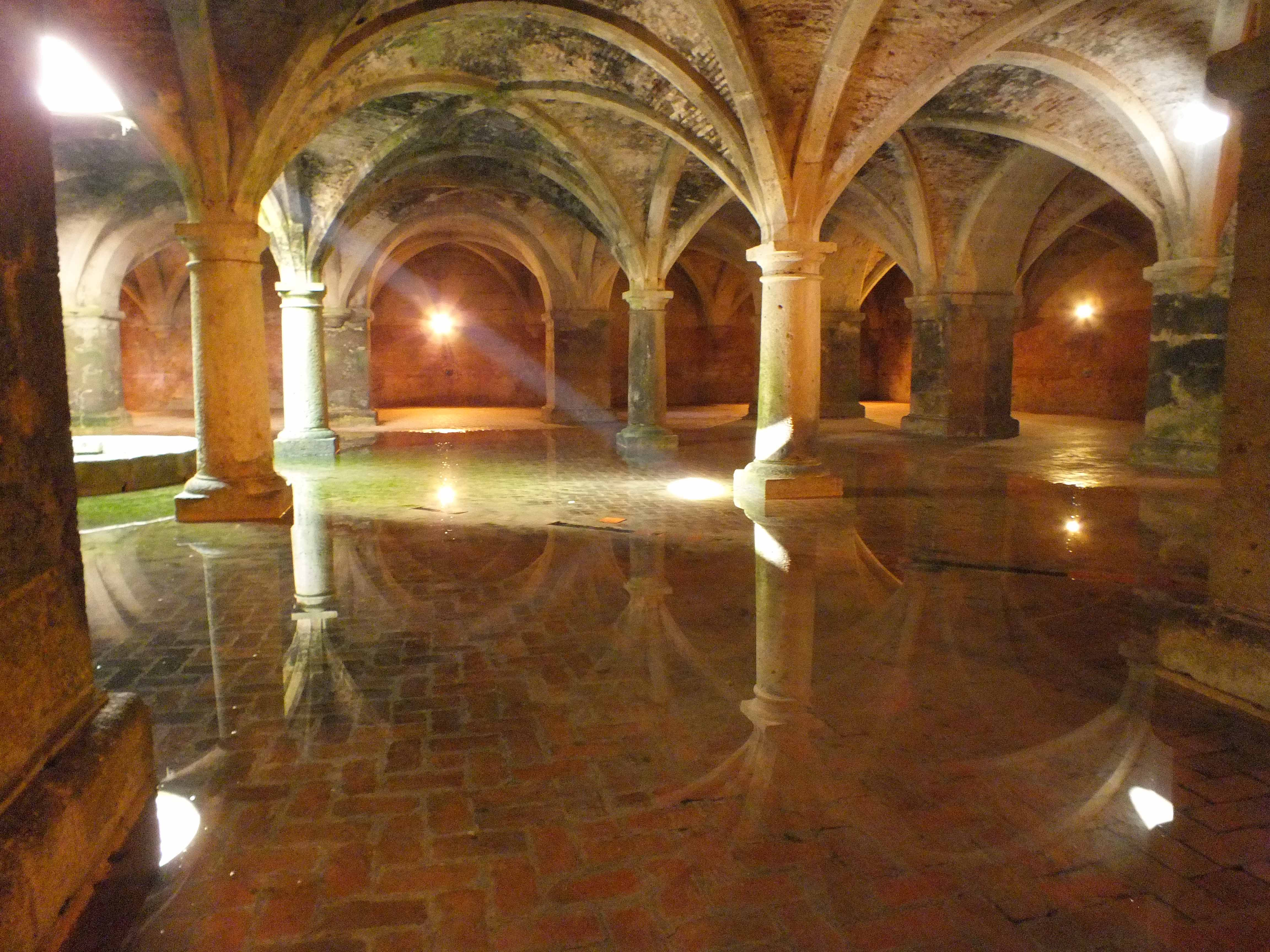
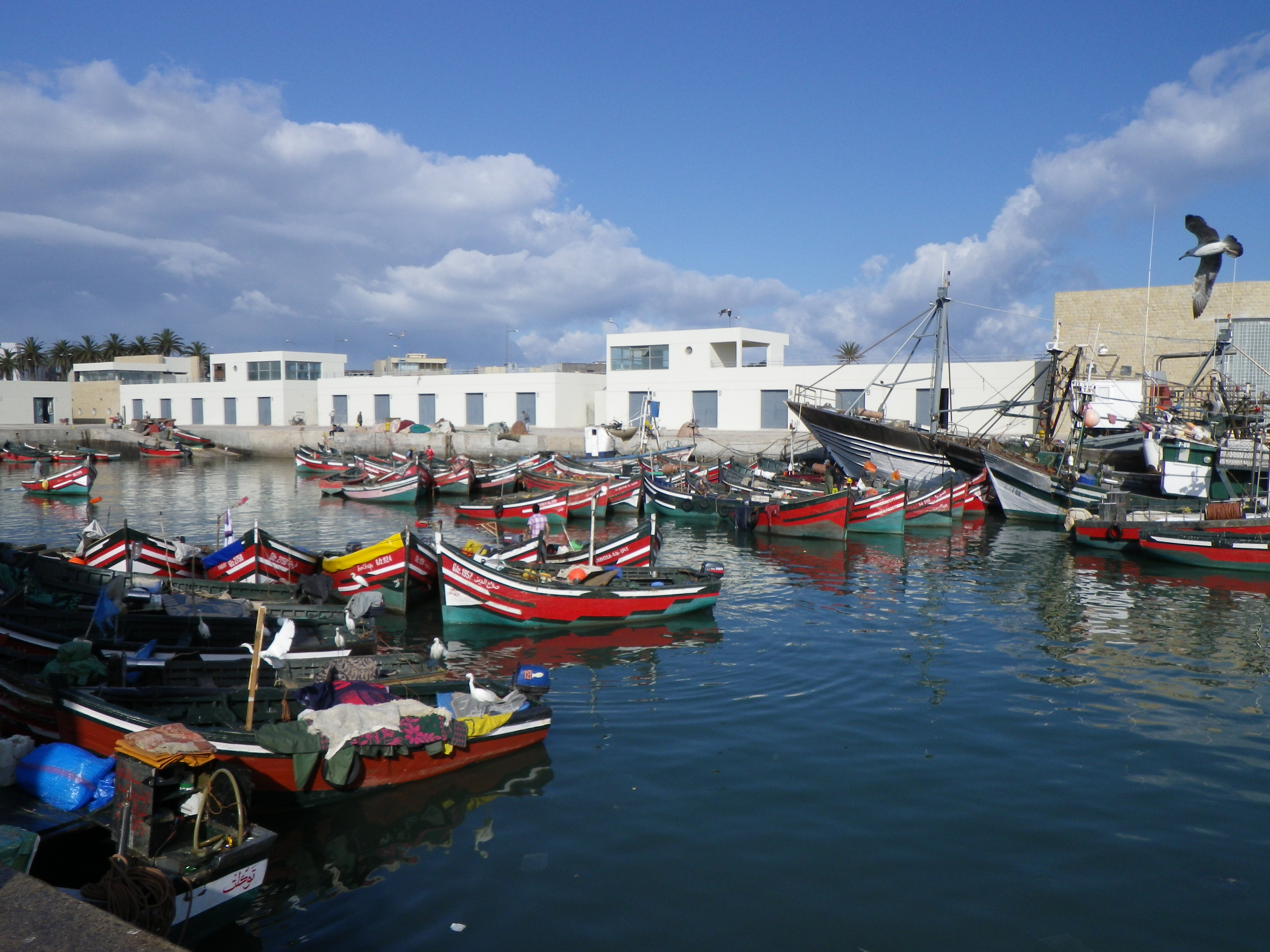

## Amministrazione

### Gemellaggi
El Jadida è gemellata con:
- Sète
- Vierzon
- Tacoma
- Arenzano, dal 1964